# PS-65
PS-65 var ett radarsystem som användes för höghöjdsspaning av det svenska flygvapnet. Systemet ersatte en del av de gamla PS-16-stationerna och kompletterade de stora PS-08-stationerna som hade uppförts i de mest prioriterade sektorerna i södra Sverige. De tre sista stationerna införskaffades med hjälp av de extra anslag som försvaret fick för att minska skadeverkningarna av spionen Stig Wennerströms avslöjanden av hemliga svenska försvarsanläggningar.

## Beskrivning
Stationens elektronikutrustning var tillverkad i Frankrike av Compagnie générale de télégraphie Sans Fil (CSF). Antennen, som var av typ cosekant-kvadrat var tillverkad av Selenia, Italien. Vridbord med roterande mast var tillverkat av Oskarshamns varv. Indikatorutrustningen inköptes från Standard Radio & Telefon i Sverige. Installation och driftsättning utfördes av Svenska Radioaktiebolaget. PS-65 var flygvapnets första markradar som var försedd med utrustning för fastekodämpning (FEU), för att minska störningar från marken. Stationen var även försedd med störskyddsutrustning bestående av ett antal mottagare och filter som kunde kopplas in i händelse av avsiktlig eller atmosfärisk störning.

## Stationer
| Nummer | FAR-signal | Informationsmottagare | Informationsmottagare | I bruk    | Plats        |
| Nummer | FAR-signal | STRIL 50              | STRIL 60              | I bruk    | Plats        |
| ------ | ---------- | --------------------- | --------------------- | --------- | ------------ |
| R180   | Orren      | LFC O2                | RRGC O5 S             | 1964–1992 | Vindö/Skarpö |
| R170   | Gåsen      | LFC S2                | LFC S2                | 1964–1991 | Karlskrona   |
| R130   | Katten     | LFC G1                | O1 G                  | 1965–1993 | Furillen     |
| R40    | Hjorten    | LFC N3                | NN                    | 1964–1992 | Härnösand    |
| R100   | Uven       | LFC S1                | LFC S1                | 1966–1992 | Kivik        |
| R220   | Laxen      | LFC ÖN3               | LFC ÖN3               | 1964–1990 | Murjek       |
| R210   | Tackan     |                       | LFC ÖN3 S             | 1975–1993 | Lövånger     |
| R70    | Krabban    |                       | LFC W2                | 1975–1992 | Väröbacka    |
| R160   | Lommen     |                       | RRGC O5 M             | 1975–1993 | Söderhamn    |